# Ciad ai Giochi della XXX Olimpiade
Il Ciad ha partecipato ai Giochi della XXX Olimpiade di Londra, che si sono svolti dal 27 luglio al 12 agosto 2012, con una delegazione di 2 atleti.

## Atletica leggera
Gare femminili
| Atleta             | Gara  | Batterie | Batterie | Quarti | Quarti | Semifinali      | Semifinali      | Finale          | Finale          |
| Atleta             | Gara  | Tempo    | Pos.     | Tempo  | Pos.   | Tempo           | Pos.            | Tempo           | Pos.            |
| ------------------ | ----- | -------- | -------- | ------ | ------ | --------------- | --------------- | --------------- | --------------- |
| Hinikissia Ndikert | 200 m | 26"06    | 8        | N.D.   | N.D.   | Non qualificata | Non qualificata | Non qualificata | Non qualificata |

## Judo
| Atleta             | Gara             | 32-esimi             | 16-esimi             | Quarti               | Semifinali           | 1° Ripescaggio       | 2° Ripescaggio       | Finale               | Finale          |
| Atleta             | Gara             | Avversario Risultato | Avversario Risultato | Avversario Risultato | Avversario Risultato | Avversario Risultato | Avversario Risultato | Avversario Risultato | Classifica      |
| ------------------ | ---------------- | -------------------- | -------------------- | -------------------- | -------------------- | -------------------- | -------------------- | -------------------- | --------------- |
| Carine Ngarlemdana | -70 kg femminile | Conway P 0002–0010   | Non qualificata      | Non qualificata      | Non qualificata      | Non qualificata      | Non qualificata      | Non qualificata      | Non qualificata |